# Avion électrique
Un avion électrique est un aéronef dont la propulsion est assurée par un ou plusieurs moteurs électriques, alimentés par des batteries, des capteurs solaires photovoltaïques ou des piles à combustible.
Nota bene : cet article ne traite pas des aéronefs à atterrissage et décollage verticaux.

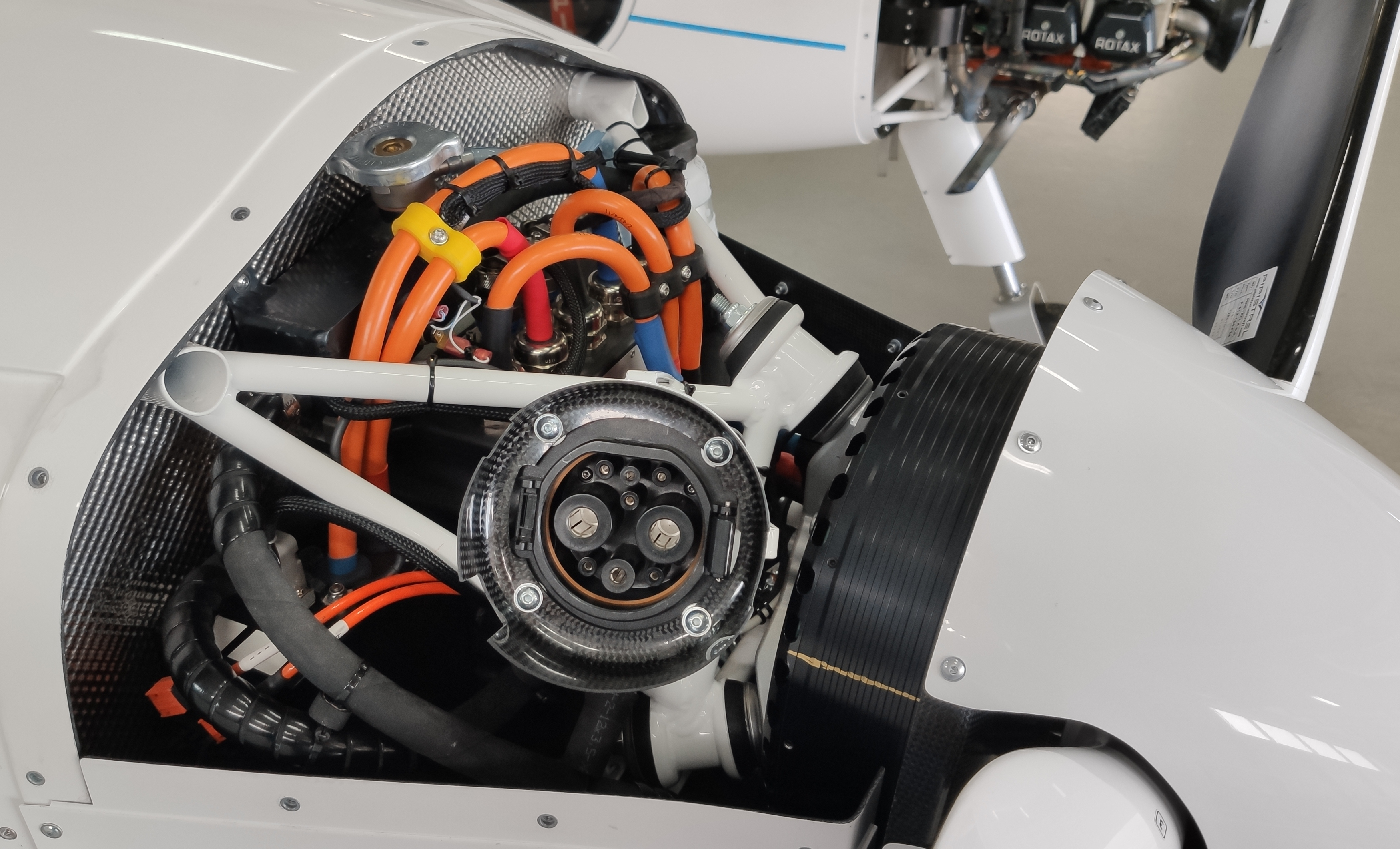
Moteur d'un Pipistrel Velis Electro.

Jusqu'à la fin de la décennie 2010, les avions électriques sont surtout des prototypes, des drones ou des modèles réduits. Leur production en série n'est pas envisageable à cause de leurs performances modestes et de la concurrence des technologies plus anciennes non électriques plus performantes et adaptées au transport aérien, la densité d'énergie du stockage électrique restant à ce stade trop faible.
Depuis 2020, il existe des premiers avions électriques certifiés.
Début 2024, 100 avions électriques Velis Electro ont été livrés. Plusieurs projets, correspondant à des usages, des tailles, des technologies différentes, sont en cours de développement et de certification dans le monde entier.

## Histoire

Le ballon électrique des frères Tissandier au départ d'Auteuil.

### Pionniers
En 1883, Gaston Tissandier et son frère Albert dirigent un ballon grâce à un moteur électrique,.
La France de Charles Renard et Arthur Constantin Krebs est le premier dirigeable entièrement contrôlable utilisant la propulsion électrique. Il effectue son premier vol le 9 août 1884,.

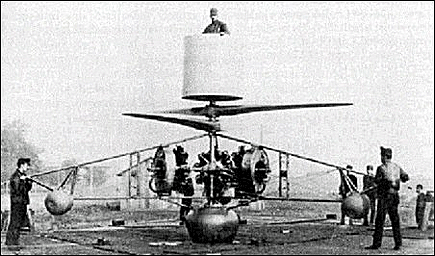
Le PKZ-2, prototype d'hélicoptère électrique.

Pendant la Première Guerre mondiale, en Autriche-Hongrie, un hélicoptère électrique construit par Petróczy, Kármán et Žurovec effectue son premier vol. Le PKZ-1 dispose d'un moteur de 195 kg, qui entraîne son rotor à 6 000 tours par minute, et d'une puissance de 140 kW, fournie depuis le sol par un câble électrique. Son but est de pallier les faiblesses des ballons d'observation, cependant le moteur n'est pas assez puissant et prend feu après quelques vols.
Depuis les années 1960, des objets plus lourds que l'air volent à l'aide de moteurs électriques. Il s'agit d'abord de modèles réduits télécommandés. Le 30 juin 1957, le colonel britannique H. J. Taplin fait voler le premier avion radiocommandé. Sa Radio Queen utilise un moteur à aimant permanent et une pile zinc-argent.

### Premiers prototypes
Les planeurs disposant d'un moteur d'appoint sont appelés motoplaneurs et peuvent disposer d'un moteur électrique, tel le Lange Antares 20E. En 1973, Fred Militky et Heino Brditschka transforment un motoplaneur Brditschka HB-3 (en) en un avion électrique appelé Militky MB-E1. C'est le premier avion électrique à accepter une personne à bord. Heino vole pendant 14 minutes,.
Le 4 novembre 1974, l'AstroFlight Sunrise (en) effectue son premier vol. Il s'agit d'un prototype sans pilote utilisant des panneaux solaires pour alimenter son moteur.
Le 19 décembre 1978, le premier vol d'un avion solaire est réalisé par le Solar One (en) à Lasham Airfield (en), au Royaume-Uni. Le pilote de l'avion est Ken Stewart, qui devient le premier homme à voler grâce à l'énergie solaire.
Le 29 avril 1979, le Mauro Solar Riser effectue son premier vol. C'est un avion solaire à un seul pilote disposant de batteries NiCd. Trois heures de recharge au sol lui assurent une autonomie de 10 minutes en vol,,.
Le SoLong UAV est un avion électrique disposant de batteries et de panneaux solaires. Il effectue un vol de plus de 24 heures, puis plus de 48 heures en Californie en 2005.
Le 23 décembre 2007, l'Electra est le premier avion électrique à franchir 50 kilomètres.
Le 23 décembre 2007 a lieu le premier vol de l'avion BL1E Electra, équipé d'un moteur électrique de (19 kW) et de batteries lithium-polymère. Le pilote–ingénieur d'essais Christian Vandamme réalise ce vol de 48 min à partir de l'aérodrome d'Aspres sur Buëch (Alpes du Sud),.
Lors de la décennie 2010, plusieurs prototypes ou petits avions fonctionnant à l'électricité ont été construits. Ils ont pour caractéristiques un poids réduit et le fait de n'emporter qu'un faible nombre de passagers.

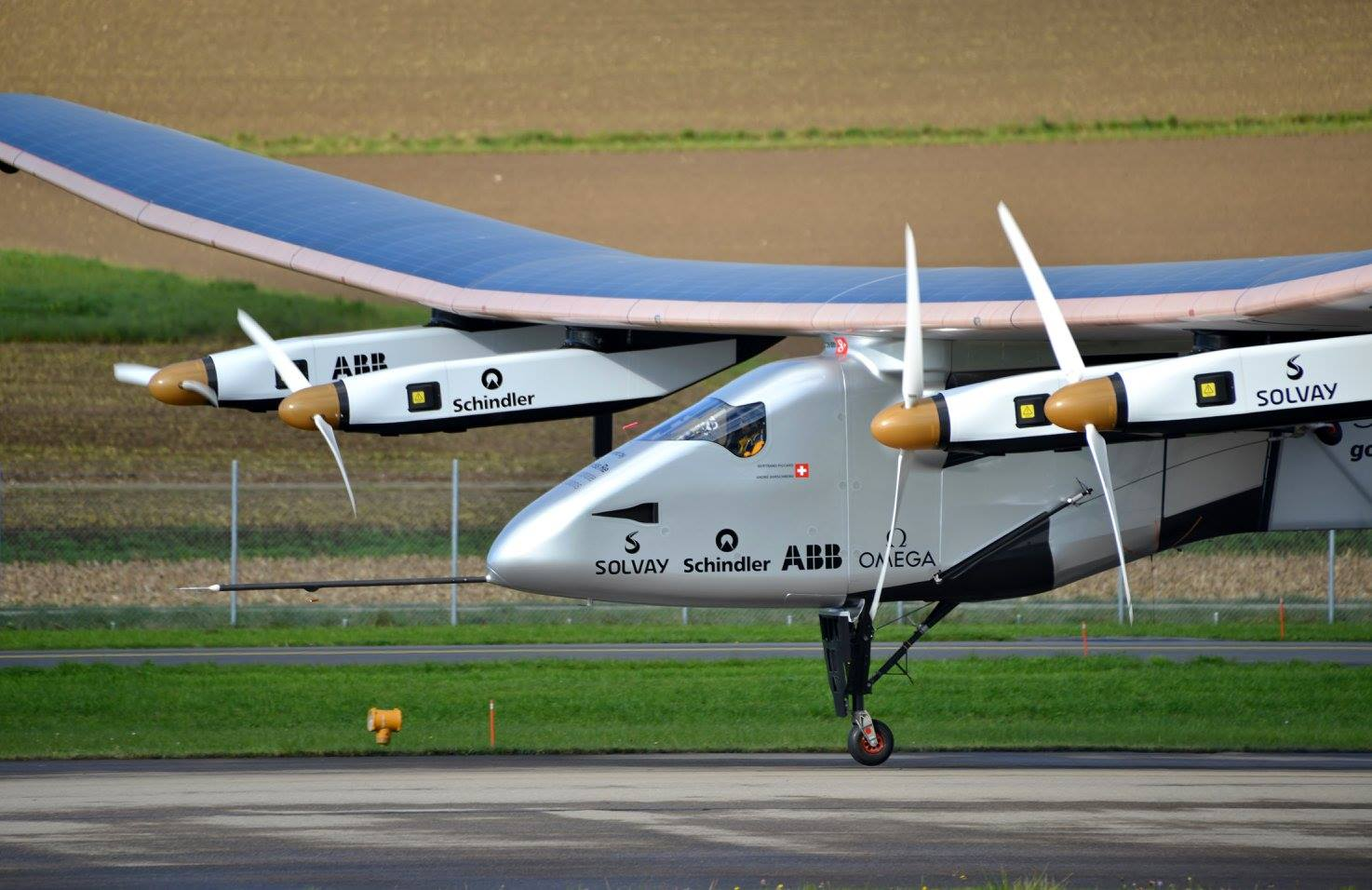
Solar Impulse 2.

En 2009, le projet Solar Impulse de tour du monde en avion solaire est en développement en Suisse. Les 7 et 8 juillet 2010, l'avion effectue un vol de 26 heures et 9 minutes sans interruption incluant une nuit entière.

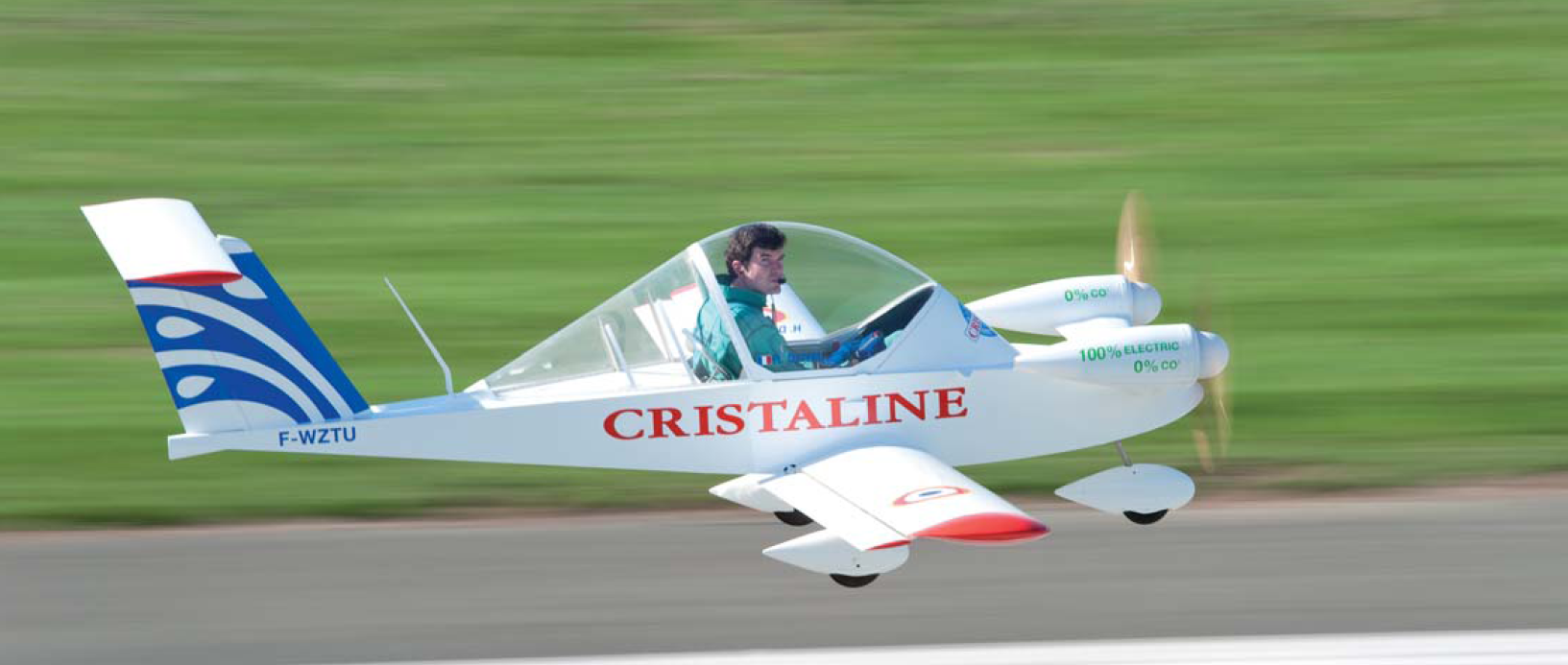
MC15E Cri-Cri électrique.

Le 5 septembre 2010, le bimoteur de construction amateur MC15E Cri-Cri établit un record absolu de vitesse en avion électrique à 262 km/h lors du meeting de Pontoise, en présence des commissaires de l'Aéro-Club de France. Puis ce même appareil atteint 283 km/h le 25 juin 2011 lors du Salon aéronautique du Bourget, record attesté par l'Aéro-Club de France.

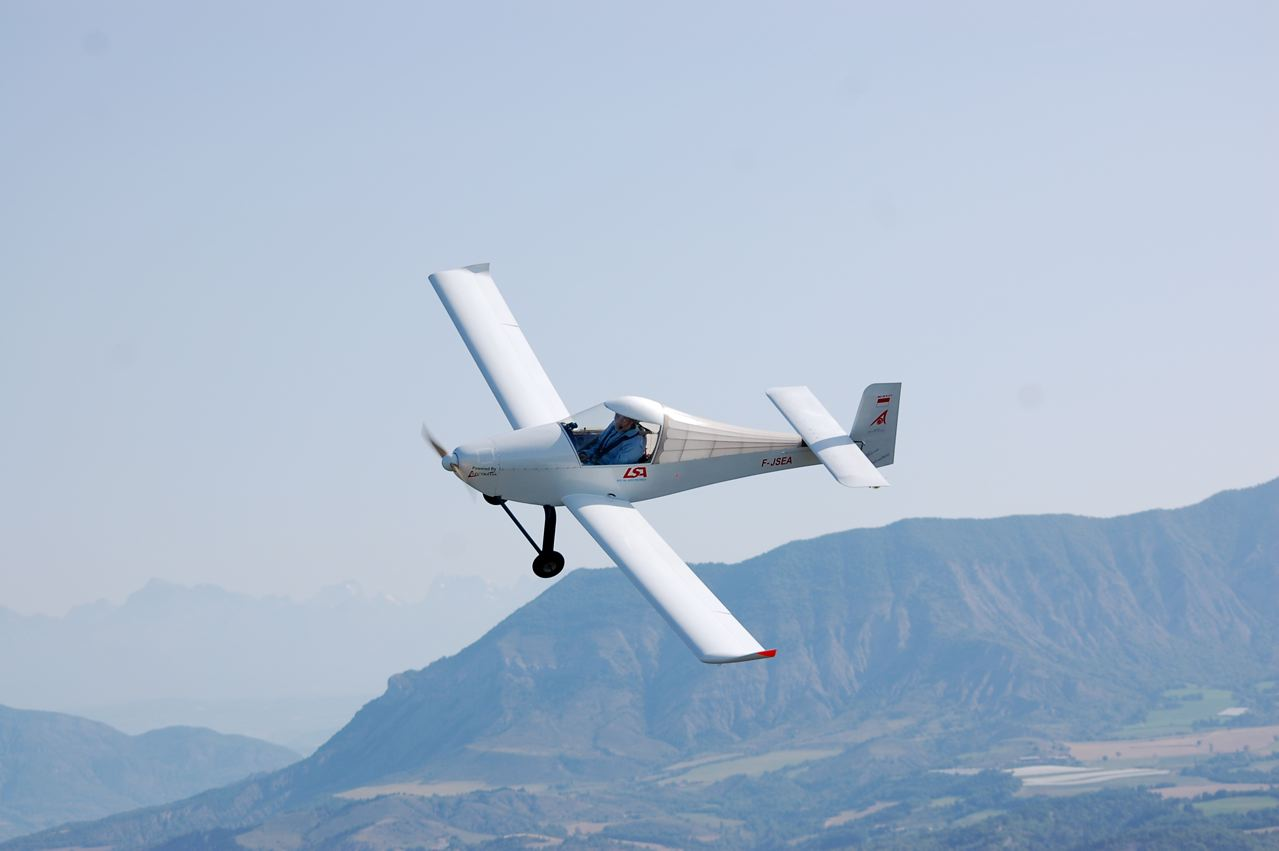
Le MC30E en vol, lors de la campagne d'essais d'août 2011.

Le 13 avril 2011, l'ULM et démonstrateur MC30E d'Electravia établit lors du salon AERO Friedrichshafen le premier record de type Fédération aéronautique internationale (FAI) impliquant un aéronef à propulsion électrique, en volant à 135 km/h sur un aller-retour de deux fois 15 km (classe FAI « R », sous-catégorie RAL1E, ID 16214). Toutefois, la FAI ne retient pas cette tentative pour des raisons liées à des erreurs lors de la constitution du dossier d'homologation. Ce démonstrateur a depuis subi un chantier de modifications pour installer une motorisation mieux adaptée[À quoi ?] et plus performante, en vue d'une nouvelle campagne de records FAI à l'horizon de fin 2011. Les trois tentatives suivantes en altitude, vitesse sur circuit et distance sur circuit (ID FAI 16495, 16496 et 16497 du 27 février 2012) ont par contre bien été homologuées par la FAI en catégorie RAL1E, devenant les premières du genre hors aéronef à propulsion solaire et paramoteurs. Ayant une efficacité énergétique équivalente à 3,4 g de carburant fossile dépensé par kilomètre parcouru en ligne droite et à altitude constante (soit 5 kWh à la vitesse de finesse maximum de 125 km/h), cet aéronef est l'objet volant piloté le plus économique jamais mis en opérations. Ses concepteurs comptent à court terme descendre sous la barre des 3 g équivalents par kilomètre et à moyen terme à 1 g/km de H2 physique[C'est-à-dire ?], toujours à 120 km/h. Un dernier record de vitesse sur aller-retour de 15 km est établi en RAL1E à 189,97 km/h le 29 septembre 2012, puis homologué, le MC30E devenant de ce fait le véhicule aérien électrique piloté le plus rapide bénéficiant d'une homologation FAI.
Le Long-ESA de Chip Yates atteint plus tard, dans une autre catégorie, 225,88 km/h sur 15 km et 324,02 km/h sur 3 km. Ces deux records sont à leur tour battus par Klaus Ohlmann, sur l'E-Genius de l'Akaflieg de Stuttgart, et Walter Extra sur l'Extra 330 LE, qui atteignent respectivement 239,29 et 337,5 km/h à propulsion électrique,. Les records du MC30E sont toujours d'actualité au 21 novembre 2019.
Le RX1E est un avion chinois monoplan et biplace. Il effectue son premier vol le 6 juin 2012. Sa masse maximale au décollage est de 600 kg et sa vitesse maximale 160 km/h.

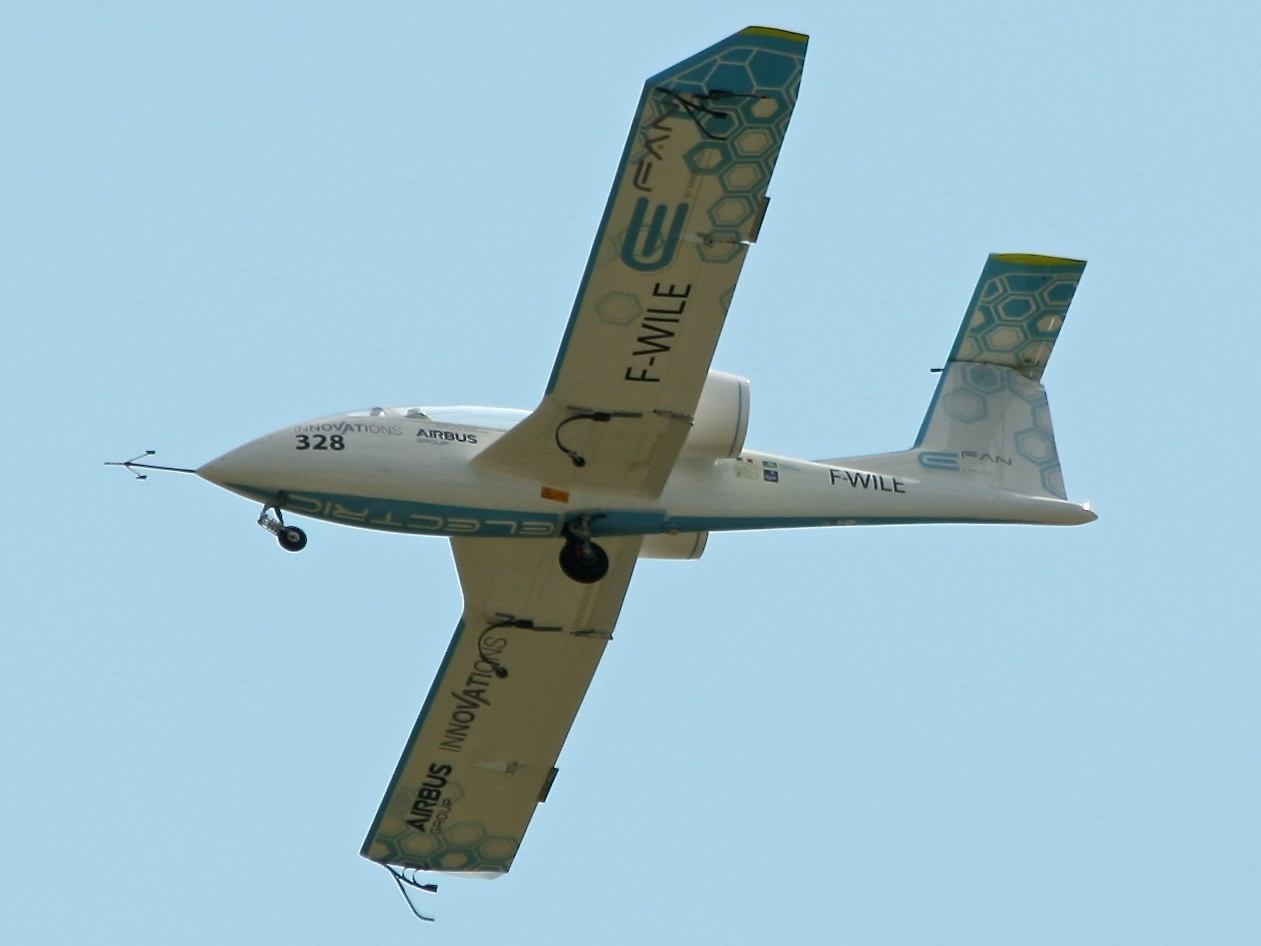
Airbus E-Fan.

En 2014, le groupe Airbus dévoile un prototype d'avion léger électrique, le E-Fan. Le 10 juillet, l'avion tout électrique E-Fan 2.0 traverse la Manche entre Lydd (Angleterre) et Calais. Cet avion de tourisme biplace est destiné aux missions de courte durée comme l’entraînement, le remorquage de planeurs ou la voltige. Propulsé grâce à ses batteries lithium-ion polymère qui alimentent deux moteurs électriques, il est capable de rester une heure dans les airs pour un vol d'entraînement et 30 minutes pour un vol acrobatique. Il devait être fabriqué à Pau à partir de 2016 à une cadence de dix avions par an dans un premier temps, pour livrer de premiers modèles commerciaux entre fin 2017 et début 2018. Fin mars 2017, Airbus annonce son retrait du projet et l'annulation de la construction de l'usine d'assemblage.
La première traversée de la Manche est effectuée le 10 juillet 2015 par Hubert Latham à bord de l'avion E-fan de la société Airbus.
Un projet de démonstrateur d'avion commercial de taille moyenne est lancé fin 2017 puis abandonné en 2020. Airbus, Rolls-Royce et Siemens voulaient tester la propulsion hybride sur un avion de type régional (90 sièges) : Airbus E-Fan X. Il s'agissait de remplacer un réacteur, sur les quatre de l'avion d'essai BAE146, par un moteur électrique de 2 MW, puis deux en cas de succès. En comparaison, l'E-Fan tournait avec deux moteurs de 30 kilowatts,. La société a fait également des essais dans le domaine des taxis-drones (ou eVTOL) avec le Vahana et estime avoir ainsi confirmé que les véhicules autonomes permettront d'atteindre le niveau technologique requis pour la mobilité aérienne urbaine.
En juin 2016, le projet d'avion expérimental X-57 Maxwell, construit par la NASA, est présenté au forum américain de l'aéronautique. Il dispose de deux gros moteurs, utilisés en vol de croisière à 280 km/h, et douze petits moteurs destinés au décollage et à l’atterrissage. Début 2022, la date de son premier vol n'est toujours pas annoncée.
Le projet Solar Impulse fait la démonstration d'un avion solaire sans apport externe de carburant, fonctionnant avec des moteurs électriques. Un tour du monde de 40 000 km où deux pilotes se relaient pour piloter l'appareil est effectué en 2016.
L'hélicoptère électrique Aquinéa Volta effectue ses premiers vols en février 2016. Il dispose d'une autonomie d'un quart d'heure assurée par une batterie de 150 kg,.
En 2020, une cellule de Piper PA-46 équipée par ZéroAvia d'un moteur électrique et d'une pile à combustible démontre une capacité d'emport de six personnes. Son crash en avril 2021 interrompt le programme d'essai.
Le 25 août 2020, le Suisse Raphaël Domjan, réussi le premier saut en parachute depuis un avion solaire et électrique a bord de SolarStratos sur l'aérodrome de Payerne en Suisse.

### Premiers avions certifiés

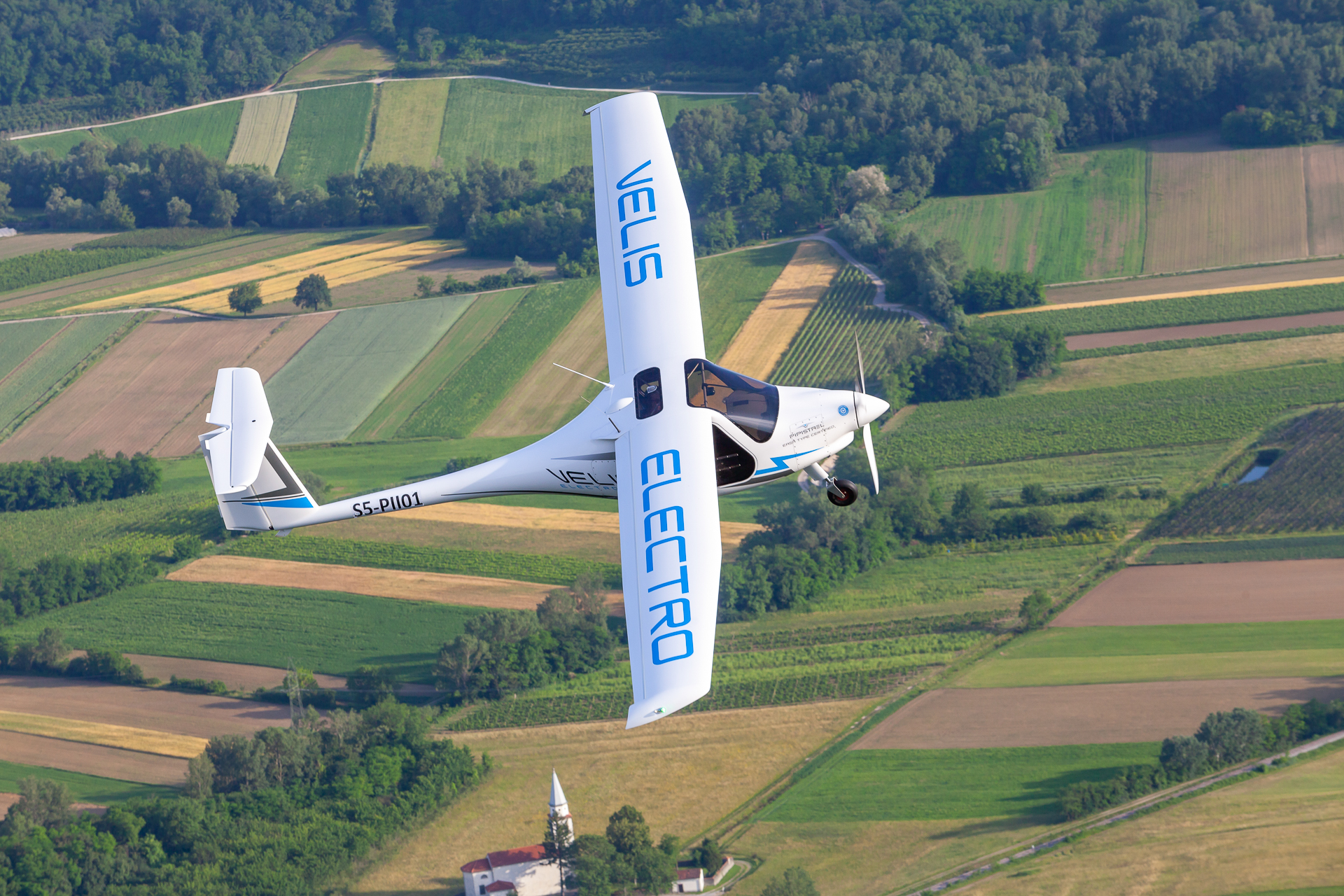
Pipistrel Velis Electro certifié en 2020.

Le 10 juin 2020, pour la première fois, un avion électrique est certifié par une autorité, l'Agence de l'Union européenne pour la sécurité aérienne : le biplace Pipistrel Velis Electro.
En juillet 2021, une cellule de Cessna Skymaster équipée par VoltAero d'un système hybride réalise un tour de France.
En novembre 2021, un prototype monoplace Rolls-Royce baptisé Spirit of Innovation pulvérise le record du monde vitesse pour un avion électrique à 532 km/h pendant 15 km (effectuant une pointe à 623 km/h). Propulsé par un moteur de 400 kW, l'avion a établi deux autres records : voler sur 3 km à 556 km/h et monter à 3 000 m en 202 secondes.
En novembre 2022, Eviation effectue le premier vol de son Alice pouvant emporter neuf personnes.
En décembre 2024, Aura Aero effectue le premier vol de son biplace d'entraînement à capacité voltige, Integral E.
Le 3 février 2025, ENGINeUS, du motoriste français Safran, devient le premier moteur d'avion électrique certifié au monde.

## Constructeurs d'avions
Plusieurs sociétés développent des avions de capacité de 1 à 19 passagers, de moins de 8,2 tonnes, correspondant à une certification CS-23 de l'EASA ou équivalente à l'étranger pour un usage normal, utilitaire, acrobatique ou régional.
Concernant les biplaces, le premier d'entre eux, le Pipistrel Velis Electro, est certifié en Europe depuis juin 2020, les autres sont en projet ou en cours de certification. Concernant les avions de quatre ou six places, la distance franchissable nécessaire pour des avions de voyage n'est pas encore atteignable par les densités énergétiques disponibles dans les batteries actuelles.
Il s'agit de modèles entièrement électriques. Un axe de développement concernant une hybridation avec un moteur classique est poursuivi par certains constructeurs pour accélérer la transition vers un mode tout électrique, à l'image de l'automobile. C'est une voie suivie par les constructeurs pour les avions plus gros.
Les avions jusqu'à neuf places peuvent être hybrides pour Electra ou tout électrique pour Eviation.
Concernant les avions jusqu'à 19 places, début 2024, seul Aura Aero développe (après le retrait de Heart Aerospace) un avion prévu autour de 2030 pour transporter des passagers ou du fret en mode hybride.
Le principal facteur limitant tient à la densité énergétique des batteries, exprimée en Wh/kg, dont on attend une augmentation d'un facteur deux entre 2020 et 2027. Les annonces faites par les différents constructeurs d'avions électriques montrent qu'ils utilisent début 2024 des batteries d'une densité de l'ordre de 200 à 250 Wh/kg, comme celles du fabricant Electric Power Systems (205 Wh/kg).
L'utilisation d'hydrogène dans des piles à combustible, annoncée par plusieurs constructeurs, se heurte début 2022 à des problèmes de maturité technologique, de complexité ainsi que de poids et de taille des réservoirs, peu compatibles avec un usage dans des avions légers.

### Aura Aero

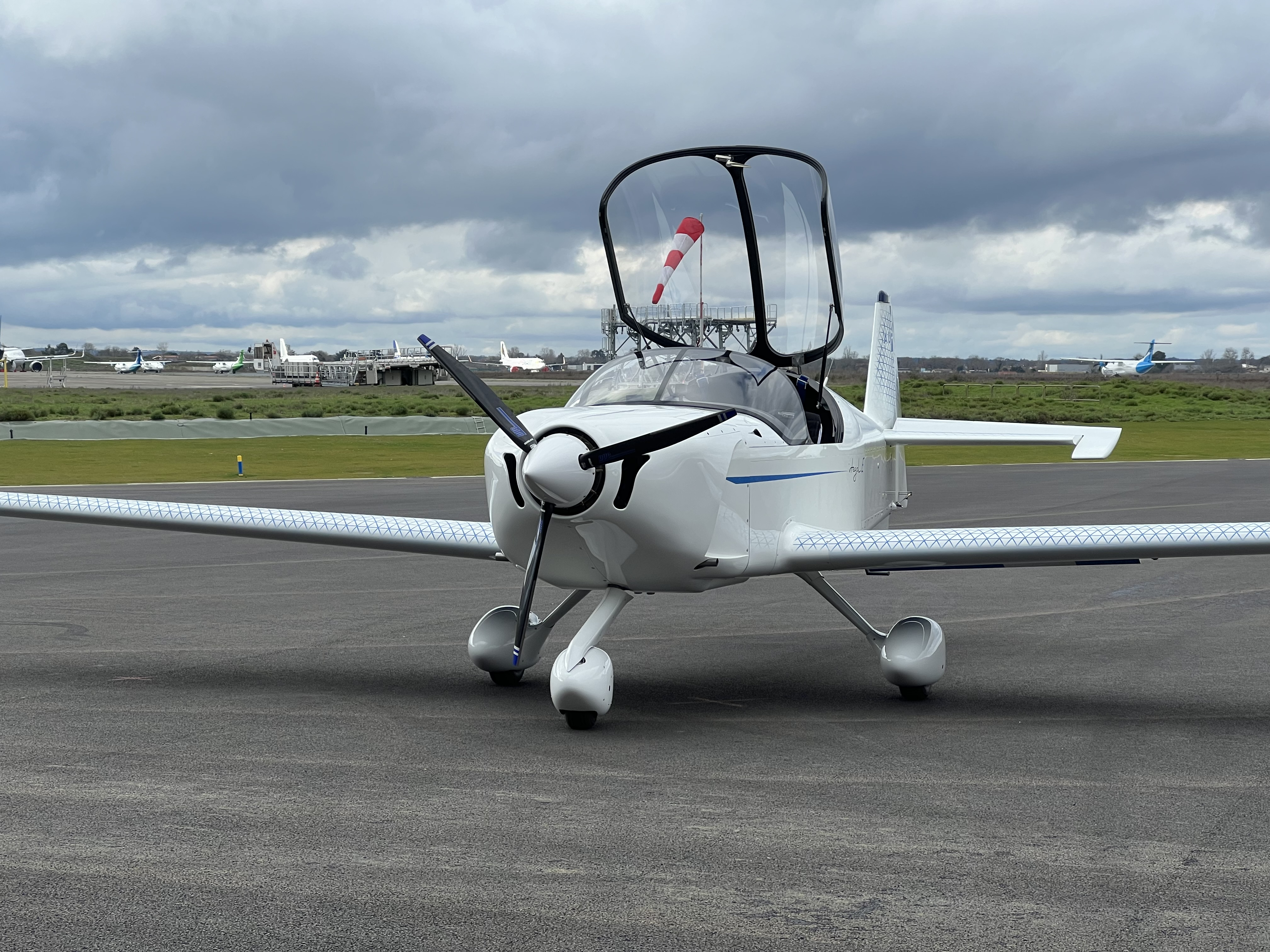
Aura Aero Integral E

Aura Aero, qui a été fondée en 2018, inaugure en avril 2021 son usine sur l'ancien aéroport militaire de Toulouse Francazal.
La société annonce en janvier 2021 développer un avion de transport régional hybride-électrique de 19 passagers nommé ERA (pour Electric Regional Aircraft). Il est équipé de batteries structurelles pour en limiter le poids et de turbogénérateurs au kérosène produisant l'électricité de complément.
En avril 2022, le groupe d'aéronautique Safran conclut un partenariat avec Aura Aero pour l'aider à réaliser l'ERA, prévu pour 2028, qui a fait l'objet de plusieurs lettres d'intention de la part de clients potentiels, pour plusieurs centaines d'exemplaires.
Aura Aero a reçu dès octobre 2021 de la société de leasing américano-irlandaise Amedeo une lettre d'intention d'achat de 200 ERA. En octobre 2022, neuf compagnies aériennes signent des lettres d'intention de commande de 130 exemplaires du futur avion régional hybride ERA. En décembre 2023, la société annonce des nouvelles intentions portant ses commandes potentielles à 500 appareils. En avril 2024, la société annonce conjointement avec l'EASA avoir conclu un contrat de pré-certification. En mai 2024, la société annonce un partenariat avec Airbus pour les aspects liés à la cybersécurité de cette certification.
La société développe également une version électrique de son biplace de voltige baptisé Integral E, qui effectue son premier roulage en février 2024. Le premier vol de l'Integral E a lieu le 3 décembre 2024 depuis l'aérodrome de Francazal. Il dure 12 minutes.

### Beta Technologies
L'entreprise américaine Beta Technologies propose en 2025 l'Alia CTOL et sa déclinaison VTOL à décollage et atterrissage verticaux, fabriqués dans son usine du Vermont. L'Alia CTOL revendique près de 600 km d'autonomie, une vitesse de pointe de 280 km/h, une recharge complète en une heure grâce à un super chargeur maison, et la possibilité de transporter six personnes, pilote compris. Selon son directeur financier, un vol ne coûterait que quelques dizaines d'euros contre des centaines, voire des milliers d'euros pour un avion à carburant traditionnel. En juin 2025, plus de 600 avions ont été commandés, en particulier par UPS, Air New Zealand, l'US Air Force, Amazon et Republic Airways.

### Bye Aerospace
Bye Aerospace développe depuis 2014 l'eFlyer, qui se décline en deux versions : un biplace et un quadriplace. La société annonce en novembre 2020 un partenariat avec Safran pour son moteur, qui équipe aussi le Cassio et l'Integral E. La société travaille par ailleurs avec Garmin sur l'avionique.
Le biplace eFlyer 2 doit pouvoir voler entre 100 et 250 km/h. Son autonomie annoncée en croisière économique à 175 km/h est de 400 km (avec les réserves VFR). La société annonce en outre, en avril 2021, prévoir un modèle de huit places, l'eFlyer 800. Cet avion serait propulsé par deux moteurs Safran fournissant 750 kW de puissance au décollage.
En 2022, la société annonçait un prix de 489 000 $ pour son biplace.
La société affirme en janvier 2024 avoir près de 900 commandes réparties sur ses trois modèles et annonce une certification possible en 2025. En septembre 2024, elle annonce le début de la construction d'un premier prototype.

### Diamond Aircraft

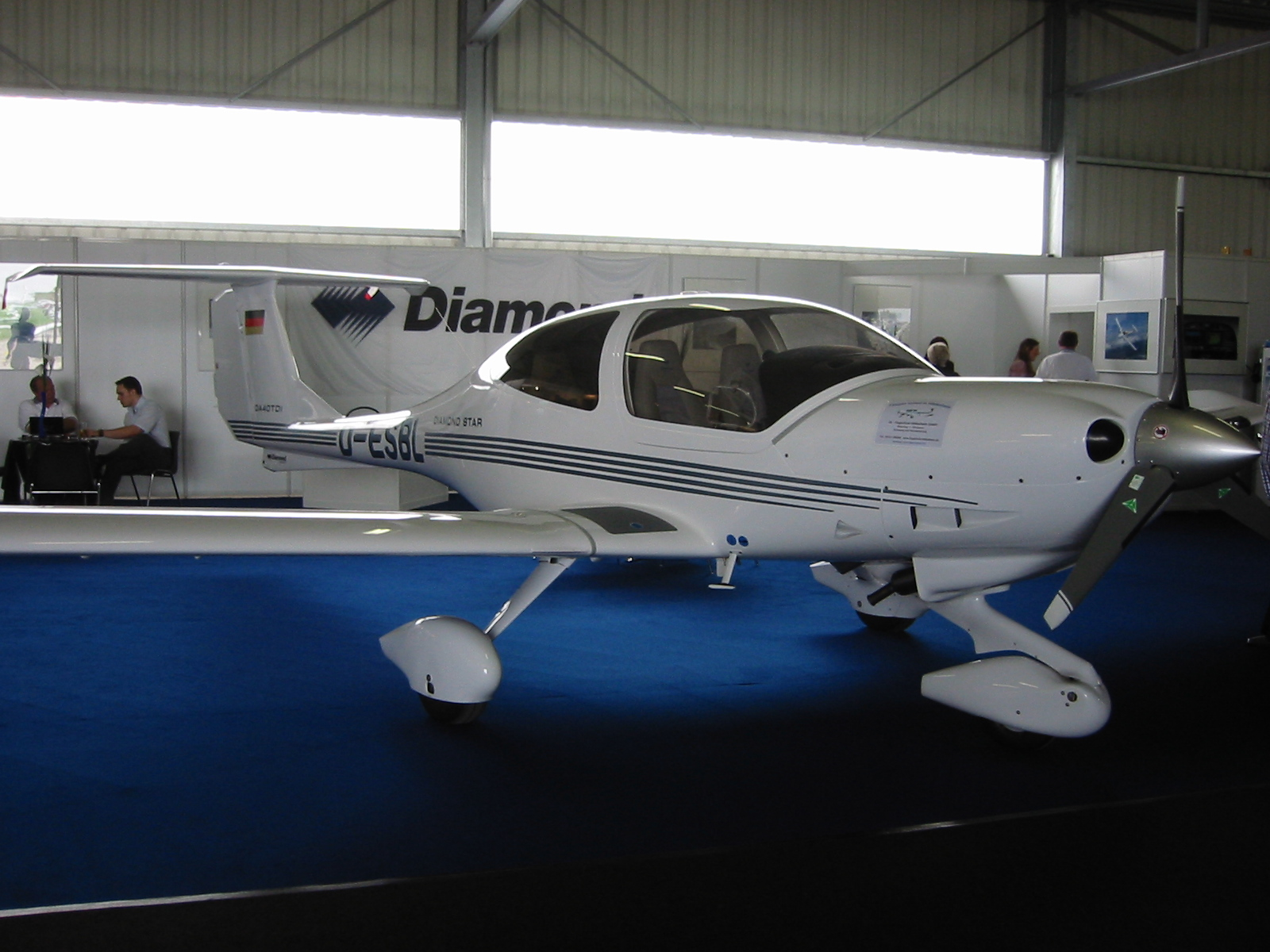
DA 40 D (Diamond Star) en version thermique.

En octobre 2021, la société autrichienne Diamond annonce développer avec le fabricant américain de batteries EPS une version électrique (moteur Safran de 100 kW) de son DA40 baptisée eDA40. L'avion est présenté en statique au salon de Friedrichshafen en 2022.
La société réalise un premier vol le 20 juillet 2023 pour une certification EASA attendue en 2024.

### Electra
Electra développe depuis fin 2020 un avion de transport hybride-électrique pouvant emmener neuf passagers sur 800 km à 360 km/h. Sa technologie de l'aile soufflée permettrait des décollages et des atterrissages en moins de 100 mètres. En mai 2024, elle démontre même un décollage puis atterrissage utilisant des distances de roulage de l'ordre de 50 mètres.
La société annonce début 2024 avoir 2 000 intentions de commande.

### Eviation

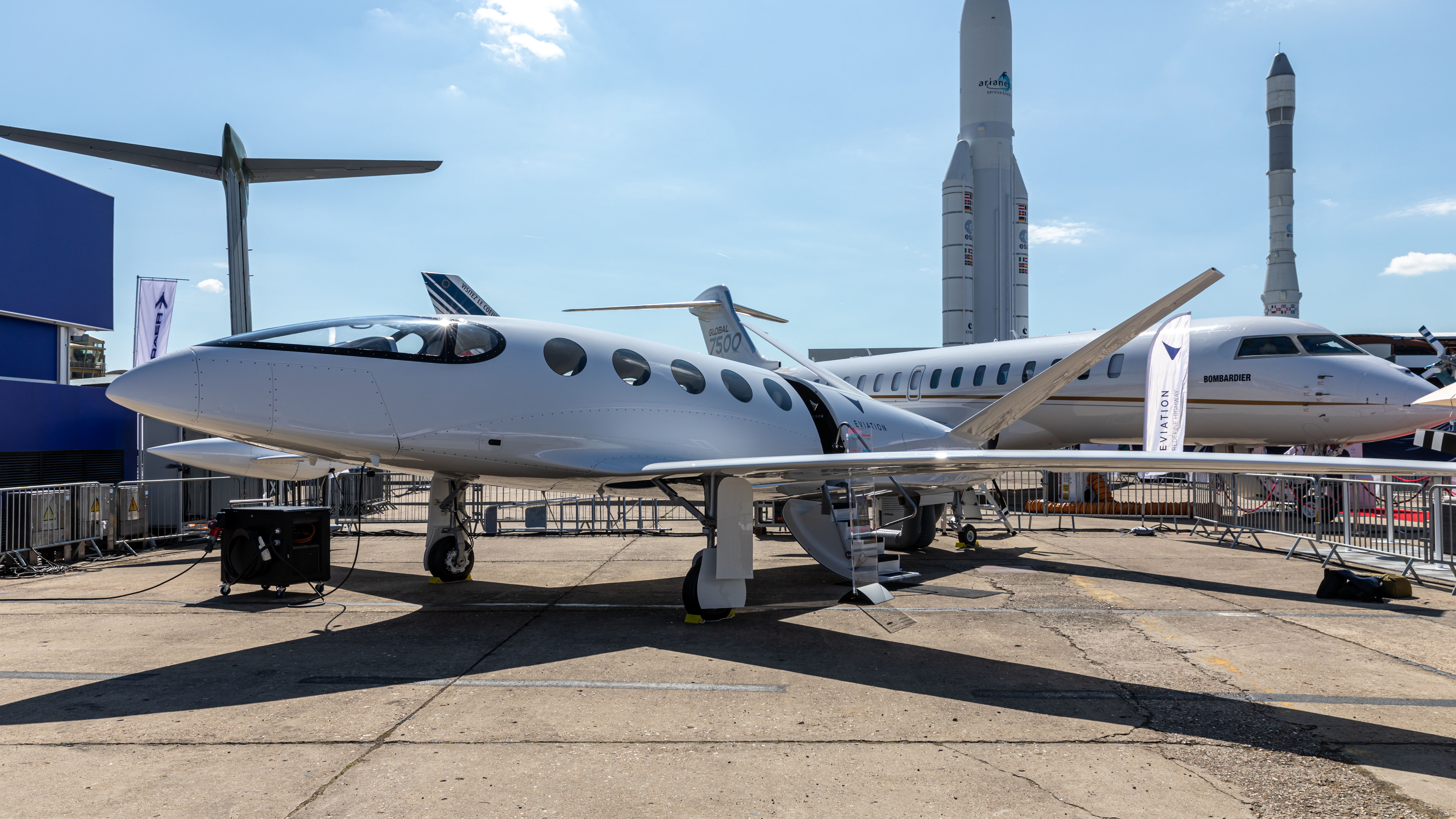
Première version d'Alice d'Eviation.

En juin 2019, la société israélienne Eviation présente au salon du Bourget son avion électrique Alice, conçu pour neuf passagers et deux membres d'équipage. L'appareil est présenté comme ayant une autonomie de 1 000 km ; sa batterie lithium-ion de 900 kWh représente plus de 60 % de ses 6,35 tonnes et il peut voler à une vitesse de croisière de 520 km/h, selon ses concepteurs.
En 2021, l'équipe d'Eviation procède à une refonte complète de l'Alice, adoptant une configuration en « T » de l'empennage qui remplace la queue en « V » caractéristique du premier modèle. Les deux unités de propulsion électrique Magni650 de l'Alice ont été déplacées des extrémités des ailes vers un montage sur pylône à l'arrière du fuselage. Ces changements ont été apportés pour simplifier le processus de certification et répondre aux commentaires de plusieurs prospects. L'autonomie est maintenant de 815 km, pour un poids maximum de 7 484 kg et une charge utile de 1 100 kg. La vitesse de croisière étant de 463 km/h.
Un premier vol de 8 minutes a eu lieu le 27 septembre 2022 après des essais de roulage effectués en janvier.
En janvier 2024, la société annonce viser une certification et des premières livraisons pour 2027.
En février 2025, le développement de l'avion est mis en pause et la majorité des employés sont licenciés en raison des difficultés financières de la société.

### Pipistrel

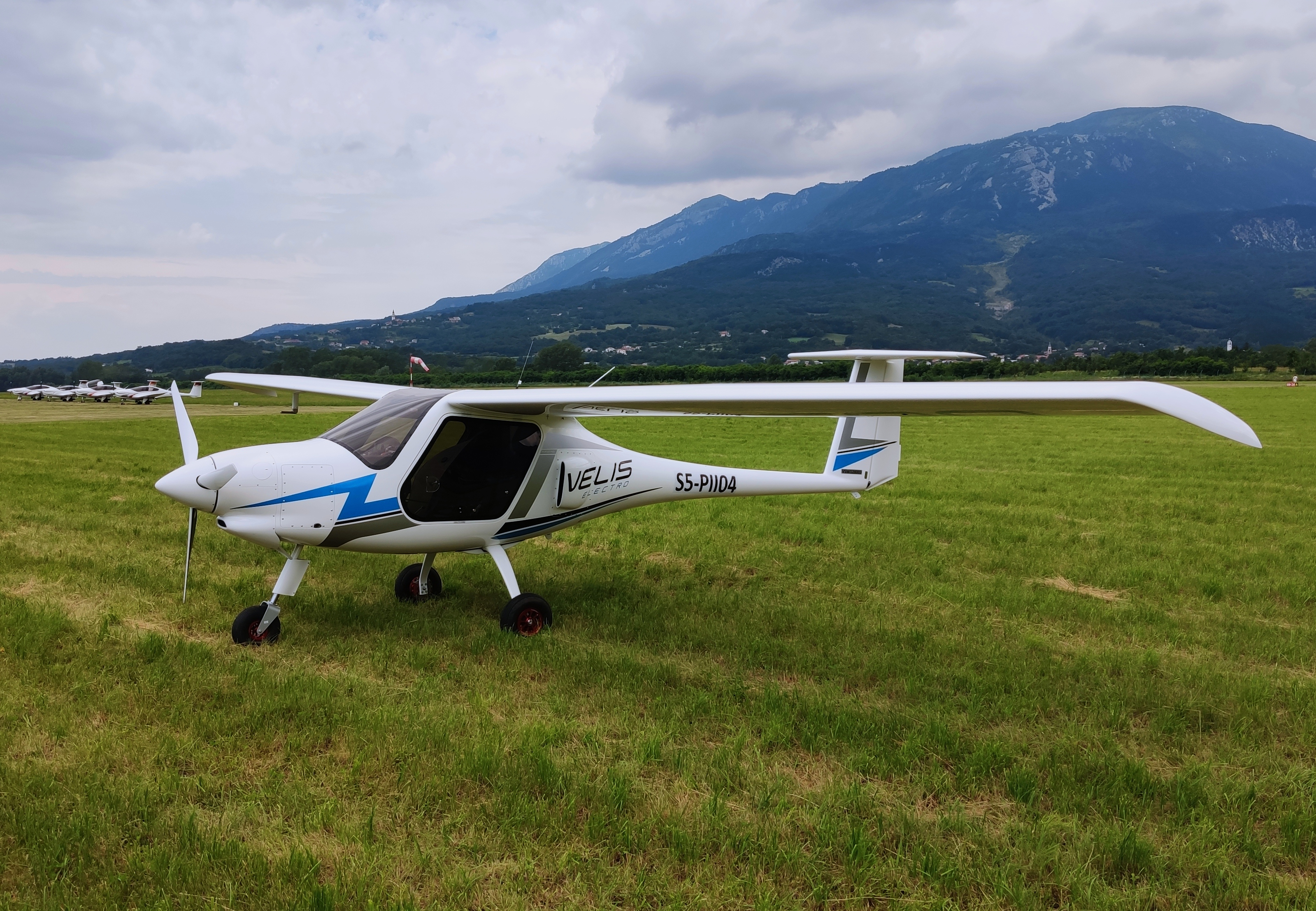
Velis Electro.

En mars 2018, le club aéronautique de Fresno (Californie) commande quatre Alpha Electro du constructeur slovène Pipistrel, spécialiste des petits avions-écoles. Muni d'un moteur de 57,6 kW refroidi par eau et de deux batteries stockant au total 24,8 kWh, cet avion électrique biplace, destiné aux écoles de pilotage, dispose d'une autonomie d’une heure et demie de vol. Depuis février 2019, la Fédération française aéronautique (FFA) utilise cet avion à l’aérodrome de Paris-Saclay-Versailles.
L'Agence de l'Union européenne pour la sécurité aérienne (AESA) annonce le 10 juin 2020 sa première certification pour un avion entièrement électrique : le Pipistrel Velis Electro. Ce biplace a une autonomie d'une heure à une vitesse de croisière de 170 km/h. Ne faisant pas plus de bruit qu'une grosse machine à laver (60 dB), il peut survoler des zones habitées sans susciter les habituels conflits entre riverains et aéroclubs. Selon le constructeur, il faut deux heures pour charger la batterie à 100 % à partir de 30 %. 
Le Velis Electro est commercialisé autour de 240 000 €. La société brestoise Green Aerolease a annoncé en janvier 2021 commander 50 appareils pour les mettre en location.
Pipistrel a également annoncé une version hybride et une autre tout électrique de son quadriplace de voyage Panthera. Ces projets sont devenus des projets de recherche et n'ont plus de vocation directement commerciale. En février 2021, le constructeur a dévoilé un projet d'avion de transport régional de 19 passagers, visant une mise en service en 2030 pour des liaisons de 200 à 1 000 km. Cet avion, le Miniliner, pourrait avoir recours à une technologie à base d'hydrogène.
En avril 2022, Textron (maison mère de Beechcraft et Cessna notamment) rachète Pipistrel pour 235 millions de dollars pour lui donner un rôle central dans sa division chargée des avions électriques.
En mars 2024, la société annonce avoir obtenu une dérogation de la Federal Aviation Administration permettant aux écoles américaines d'opérer l'avion alors qu'elle livre son 100e appareil en Europe.

## Synthèse des développements et livraisons
| Constructeur    | Modèle         | Objectif             | Capacité | 1er vol                                          | Certification | Statut           |
| --------------- | -------------- | -------------------- | -------- | ------------------------------------------------ | ------------- | ---------------- |
| Pipistrel       | Velis Electro  | Entraînement, loisir | 1 p.     | 2014                                             | 2020          | Opérationnel     |
| Eviation        | Eviation Alice | Entraînement, loisir | 9 p.     | 2022                                             | 2027          | Interrompu       |
| Diamond         | eDA40          | Entraînement, loisir | 9 p.     | 2023                                             | ?             | Certification    |
| Bye Aerospace   | eFlyer2        | Entraînement, loisir | 1 p.     | 2018 (2019 dans sa configuration opérationnelle) | 2026/2027     | Certification    |
| Bye Aerospace   | eFlyer4        | Entraînement, loisir | 3 p.     | ?                                                | ?             | En développement |
| Bye Aerospace   | eFlyer800      | Transport régional   | 8 p.     | ?                                                | ?             | En développement |
| Aura Aero       | Integral       | Entraînement, loisir | 1 p.     | 2024                                             | 2026          | Certification    |
| Aura Aero       | ERA            | Transport régional   | 19 p.    | ?                                                | ?             | En développement |
| Heart Aerospace | ES-19          | Transport régional   | 19 p.    | -                                                | -             | Abandonné        |

| Constructeur    | Modèle | Objectif           | Capacité | 1er vol | Certification | Statut           | 2de source d'énergie |
| --------------- | ------ | ------------------ | -------- | ------- | ------------- | ---------------- | -------------------- |
| Heart Aerospace | ES-30  | Transport régional | 30 p.    | 2025    | 2028          | En développement | Biocarburant         |

Le tableau suivant synthétise les livraisons d'avions électriques certifiés dans le monde, par modèle.
|                         | 2020 | 2021 | 2022 | 2023 |
| ----------------------- | ---- | ---- | ---- | ---- |
| Pipistrel Velis Electro | 13   | 48   | 17   | 16   |
| Total                   | 13   | 48   | 17   | 16   |
| Cumul                   | 13   | 61   | 78   | 94   |

## Technologie, environnement et règlementation

### Connecteur de charge
Le standard de connecteur Megawatt Charging System (MCS) pour la recharge de véhicules électriques est en cours de développement et devrait devenir le connecteur mondial pour les avions électriques, ainsi que pour les camions et les bus électriques.

### Régulation
Plusieurs pays, dont la Suède et l'Islande en premier, ont décidé que tous leurs vols intérieurs court-courriers devront être opérés par des appareils sans carburant d'origine fossile, parfois dès 2030. La Norvège a donné jusqu'en 2040 aux compagnies aériennes pour éliminer les avions à pétrole de ses lignes intérieures.

## Sociétés ayant développé ou développant des démonstrateurs

### Airbus
Le plan de relance de l'aéronautique présenté le 9 juin 2020 par le gouvernement français a fixé l'objectif de lancer en 2035 le premier avion « vert » ou « zéro émission de CO2 », et non en 2050 comme envisagé initialement. Le projet comporte plusieurs étapes : lancer le « successeur de l'Airbus A320 » vers 2030, dans l'objectif de réduire de 30 % sa consommation de carburant, tout en préparant l'étape suivante, le passage à l'hydrogène vers 2035. Un premier prototype ou démonstrateur pourrait voir le jour vers 2026-2028 ; un avion régional hybride devrait également être conçu avant la fin de la décennie.
Début 2022, plusieurs compagnies aériennes annoncent leur souhait de collaborer avec Airbus sur le sujet : Air New Zealand, Delta Air Lines, EasyJet et Scandinavian Airlines System (SAS).

### Ampaire
Ampaire a fait ses premières annonces sur la base du DHC-6 Twin Otter, un avion de 19 passagers à propulsion hybride. La société a réalisé en octobre 2020 un vol de plus de 500 km sur la base d'un Cessna 337 Skymaster, bimoteur push-pull de quatre places, transformé en hybride-électrique.
La société annonce en février 2021 son acquisition par Surf Air Mobility qui est spécialisée dans le retrofit d'avions thermiques.
En novembre 2022, elle réalise un vol de 33 minutes avec un Caravan rétrofité en hybride électrique. L'avion est monté à 3 300 pieds et aurait émis 70 % de CO2 en moins qu'une version classique. La société vise une certification en 2024 pour pouvoir emporter 8 passagers.

### Avions Mauboussin
Depuis 2017, la société s'est lancée dans le développement de deux appareils à propulsion hybride : un biplace tandem (Alérion M1h) et un six-places (Alcyon M3c). Elle avait annoncé une disponibilité en 2026 mais a cessé ses activités faute de financements.

### Boeing
Depuis 2017, Boeing NeXt, une division du constructeur aérospatial américain, développe le Boeing Passenger Air Vehicle (PAV), un avion électrique à décollage et atterrissage vertical (eVTOL) pour passager.

### Daher
Sous l'égide des programmes étatiques du CORAC et de la DGAC, Airbus travaille depuis 2022 avec Daher et Safran au programme Ecopulse, un démonstrateur d'avion à propulsion hybride répartie développé sur base d'un TBM. Airbus fournit la technologie des batteries et supervise la modélisation aérodynamique de ce projet.
L'avion est présenté au salon du Bourget en juin 2023. Il effectue son premier vol en décembre de la même année.

### Embraer
Le constructeur brésilien Embraer développe l'EVE, un avion électrique à décollage et atterrissage vertical (eVTOL) pour transporter des passagers en zone urbaine.

### Extra Aircraft
Le constructeur d'avions de voltige Extra Aircraft fait voler un Extra 330 LE motorisé par un moteur électrique Siemens SP260D de 260 kW et pesant 50 kg le 24 juin 2016. L'avion a atteint la vitesse de 337,50 km/h sur une distance de 3 km le 23 mars 2017, battant le record de vitesse pour un avion électrique de moins de 1 000 kg.

### Flight Design
Sur la base de son biplace léger F2, la société Flight Design développe le F2e selon les standards européens CS-23 sans annoncer de date de certification.
Doté d'une batterie de 75 kWh, il pourrait voler 144 min selon la société, dont 100 min de croisière à 85 nœuds. Il est annoncé à un prix de 245 000 €.

### H55
H55 est une scission du projet Solar Impulse, menée par André Borschberg. La société spécialisée dans les chaînes de propulsion électrique développe pour BRM Aéro depuis avril 2017 le Bristell Energic Flight Trainer, un biplace d'entraînement. H55 visait initialement une commercialisation en 2022.

### Heart Aerospace
En septembre 2020, la société suédoise Heart Aerospace annonce développer l'ES-19, un avion purement électrique de 19 passagers, pour 2026.
En septembre 2022, elle change son fusil d'épaule et annonce l'ES-30 pour 2028, un avion hybride de 30 passagers maximum pouvant voler 200 km en mode purement électrique et 800 km en mode hybride avec 25 passagers.
En février 2024, la société annonce arrêter le développement de son avion pour se concentrer sur la chaîne hybride de propulsion et supprime plus d'un tiers de ses emplois.

### Joby Aviation

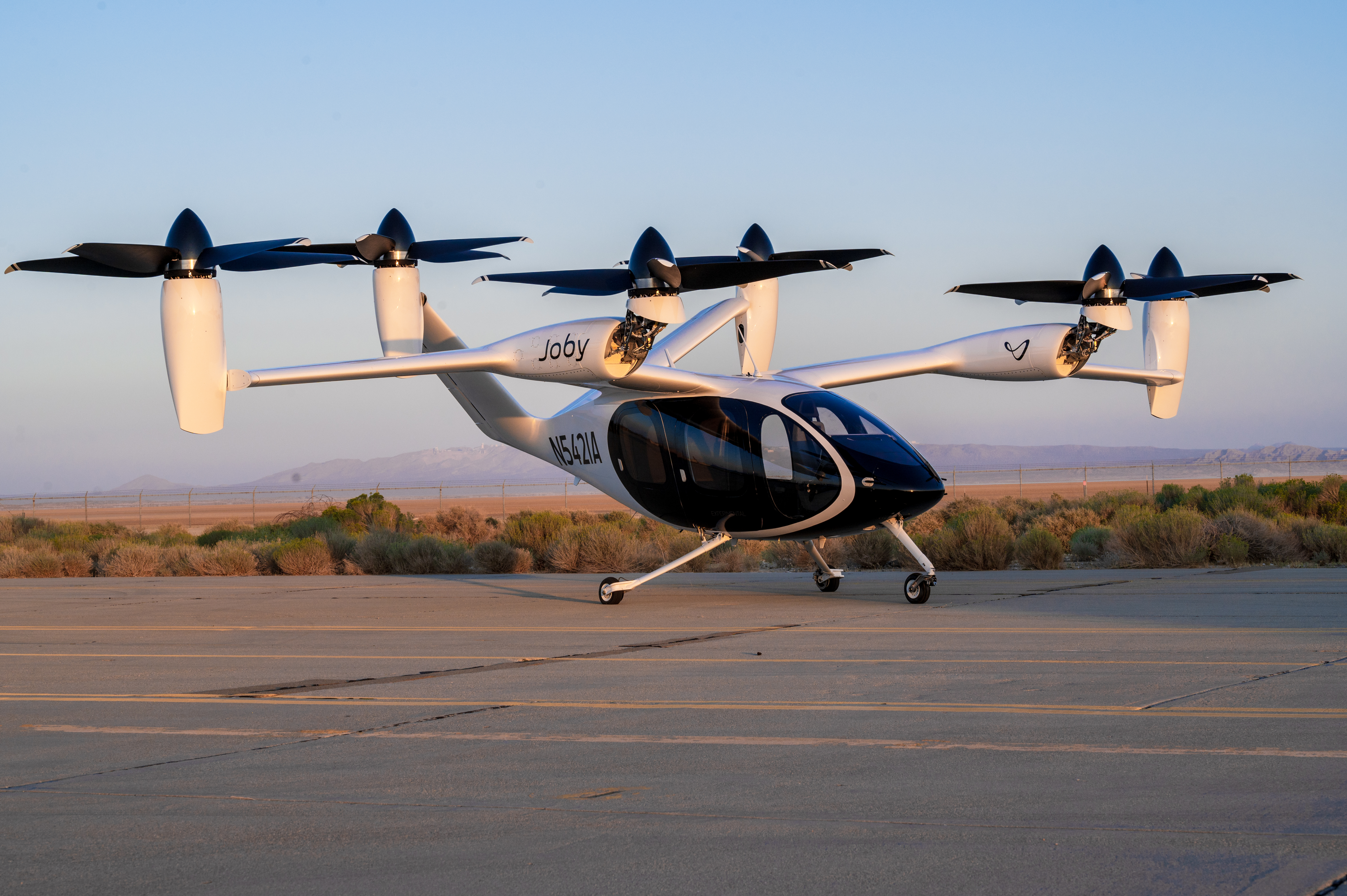
Un prototype de Joby Aviation sur la base d'Edwards.

En juillet 2021, l’avion électrique à décollage et atterrissage vertical (eVTOL) de la société californienne Joby Aviation (en) réalise un nouveau record de distance en une seule charge avec 240 km sans pause à 200 km/h de moyenne.
Début 2024, la société annonce avoir réalisé des pertes à hauteur de 513 M$ en 2023, après 258 M$ en 2022 et 180 M$ en 2021.

### Liaoning Ruixiang Aircraft
En octobre 2019, le chinois Liaoning General Aviation Research Institute effectue le premier vol de son quadriplace RX4E, successeur du RX1E, qui est annoncé comme volant 1 h 30 et pouvant franchir 300 km. Il est équipé d'une batterie de 300 Wh/kg pour 70 kWh, le poids total atteignant 1,2 tonne.
Une variante servant de démonstrateur, RX4HE, ayant 1 heure d'autonomie à 180 km/h, a effectué son premier vol en janvier 2024 avec un moteur à combustion brûlant de l'hydrogène.

### Pie Aeronefs SA
Pie Aeronefs est une manufacture suisse d'avions 100 % électriques implantée dans le Canton de Vaud. Fondée en 2020, elle avait pour objectif de mettre sur le marché avant 2030 un avion de quatre places aux performances égales ou supérieures à celles des appareils à pistons traditionnels, grâce à la propulsion électrique distribuée (en),,.
La société développait un avion de course 100 % électrique : l'UR-1. L'appareil, d'une masse de 400 kg et doté d'un moteur de 150 kW (environ 200 ch), devait atteindre plus de 300 nœuds (550 km/h).
En décembre 2023, la société, à court d'argent, a annoncé arrêter ses opérations.

### Tecnam

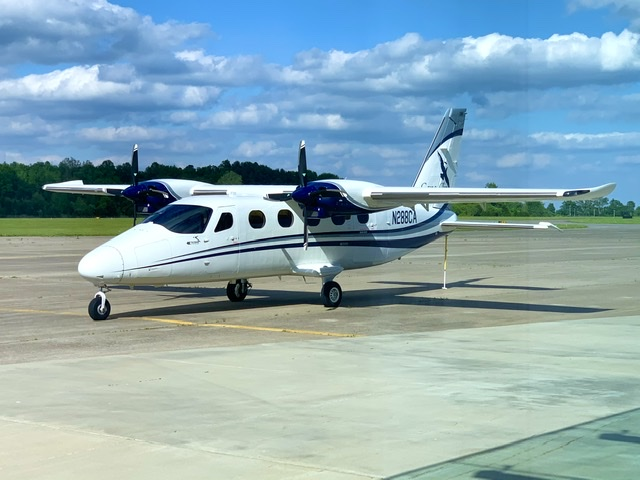
P2012.

Tecnam annonce en octobre 2020 la construction d'un avion de neuf passagers (plus deux pilotes), le P-Volt, sur la base de son P2012, en collaboration avec Rolls-Royce qui a acquis la division chargée des moteurs électriques de Siemens. En mars 2021, le partenariat est étendu à la compagnie aérienne norvégienne Widerøe.
En juin 2023, la société a annoncé arrêter le programme.

### Textron
Avec l'acquisition de Pipistrel au second semestre 2022 (cf. supra), Textron se positionne sur le marché de l'aviation durable dans la mobilité urbaine, l'aviation générale, le fret et les missions spéciales. Son unité d'affaire eAviation va fédérer les initiatives précédentes du groupe autour de la société nouvellement acquise qui bénéficiera par exemple des travaux de sa filiale Bell dans le domaine des commandes de vol et des avions à décollage et atterrissage verticaux.

### Voltaero
La société française VoltAero annonce développer le Cassio, un avion hybride qui serait prêt en 2023 et décliné en trois versions de quatre, six et dix places. Le développement se fait en partenariat avec le belge SONACA, chargé de la cellule, le français Safran pour le moteur et l'américain EPS pour les batteries.
En novembre 2022, la société annonce que son prototype sera construit par l'italien TESI dans une configuration thermique pour valider l'enveloppe de vol.

### Wright Electric
En septembre 2017, la société EasyJet annonce la mise en exploitation commerciale à l'horizon 2027 sur des trajets courts, en association avec la start-up américaine Wright Electric, d'appareils presque uniquement électriques dotés d'une autonomie maximum de 540 kilomètres et d'une capacité de 120 à 220 passagers. Les vols à zéro émission directe de CO2 sont prévus avant 2037.
En octobre 2018, Easyjet précise son calendrier de développement : premier vol en 2019 d'un prototype de neuf places, puis mise au point d'une version à 50 places et enfin d'une version à 150 ou 180 places, dont la mise en service commerciale est prévue pour 2030 et qui sera utilisée pour des vols de 500 kilomètres environ, entre le Royaume-Uni et l'Europe, comme la liaison entre Londres et Amsterdam, la deuxième plus fréquentée du Vieux Continent.
Le Wright Spirit s'appuie sur une plateforme de 100 passagers : le BAe 146, transformé en un avion électrique de moins d'une heure. L'avion serait propulsé par dix moteurs de 2 MW chacun lui conférant la puissance d'un Airbus A320. Les moteurs utiliseraient une pile à combustible.

### ZeroAvia
Le 25 septembre 2020, la start-up ZeroAvia (en) réalise le premier vol d'un avion de six places, un Piper type M équipé d'un moteur électrique alimenté par une pile à combustible elle-même alimentée par de l'hydrogène comprimé. La société a fait plusieurs acquisitions dans le domaine des piles à combustible.
Le 19 janvier 2023, elle effectue un premier vol de 6 minutes avec un Dornier 228 (avion régional pour 19 passagers) dont le moteur gauche a été remplacé par une chaîne hybride électrique-hydrogène.
ZeroAvia prévoit de lancer son premier produit, une chaîne de propulsion de 600 kW en 2025 pour le retrofit d'avions jusqu'à 19 passagers et des vols de 480 km. Le produit suivant (en 2027) aurait une modularité de 2 à 5 MW pour des avions de 80 passagers volant plus de 1 000 km.

### Autres projets
En décembre 2019, l’hydravion électrique de Havilland Beaver DHC-2 ePlane effectue son vol inaugural à Vancouver ; équipé d'un moteur Magni500 de 560 kW, il peut transporter six passagers.
En mai 2020, l'eCaravan, un Cessna Caravan de neuf places équipé du même moteur électrique Magni500 de 560 kW, réalise son premier vol.

### Filmographie
- Kasper Verkaik, Prendre l’avion : à quel coût ?, 2018, 50 min.
- Miles O'Brien, Aviation : la révolution électrique, États-Unis, 2021, 55 min. Diffusé par Arte le 12 février 2022.